# Umeå Södra FF
Umeå Södra FF (USFF) är en damfotbollsförening i Umeå. Föreningen bildades 1982, genom en sammanslagning av damsektionerna i Röbäcks IF och Tegs SK till en förening. Umeå Södra FF upptagningsområde är på södra sidan av Umeälven, Teg, Böleäng, Röbäck.
Den 13 oktober 2007 vann Umeå Södra FF med 4–0 borta mot Ornäs BK i 21:a och näst sista omgången av Norrettan (andradivisionen), och kvalificerade sig därmed för spel i Damallsvenskan 2008. Väl där slutade laget på elfte plats, och föll ur serien. Med undantag för denna allsvenska säsong spelade Umeå Södra i andradivisionen 2001–2014. År 2016 övertogs A-lagsverksamheten av Team TG FF som därefter befunnit sig i tredjedivisionen (medan Umeå Södra inriktat sig på flickfotboll, vars representationslag spelar i fjärdedivisionen).

### Fotnoter
1. ↑  ”Sweden (Women) 2008” (på engelska). RSSSF. 6 maj 2008. http://www.rsssf.com/tablesz/zwed-wom08.html. Läst 21 februari 2015.
2. ↑  Umeå Södra FF sedan 1999, Everysport.
3. ↑  "Umeå Södra blir Team ThorenGruppen" Arkiverad 25 mars 2018 hämtat från the Wayback Machine., Team ThorenGruppen. 2016-03-31.